# Paradigalla
Genre
Paradigalla est un genre de passereaux appartenant à la famille des Paradisaeidae.

## Liste des espèces
D'après la classification de référence du Congrès ornithologique international (ordre phylogénique) :
- Paradisier caronculé — Paradigalla carunculata Lesson, 1835
- Paradisier à queue courte — Paradigalla brevicauda Rothschild & Hartert, 1911